# Сквер імені Мусліма Магомаєва
Сквер імені Мусліма Магомаєва — сквер в Шевченківському районі Києва. Розташований на перехресті вулиці Січових Стрільців та вулиці В'ячеслава Чорновола. Названий на честь Мусліма Магомаєва, популярного оперного та естрадного співака і композитора.

## Історія
18 липня 2018 року відбулася офіційна урочиста церемонія відкриття скверу імені Мусліма Магомаєва з ініціативи та підтримки посольства Азербайджанської Республіки в Україні в рамках святкування 75-річчя від дня народження цього відомого оперного та естрадного співака, композитора, народного артиста Азербайджанської РСР і СРСР. 
Міністр культури Азербайджанської Республіки Абульфас Гараєв зазначив: «Это великий день для культур Украины и Азербайджана, потому что открывается еще один символ взаимного уважения культур друг друга. В одном из замечательных уголков Украины открываются памятник и сквер музыканту с большой буквы — Муслиму Магомаеву».
Отримав офіційне найменування рішенням Київської міської ради від 30 липня 2020 року.